# Fritz Ostermayer
Fritz Ostermayer (1956, Schattendorf) je rakouský hudebník, DJ, novinář a spisovatel. Svou kariéru zahájil jako novinář, působil například jako hudební redaktor v deníku Der Standard. Své první album nazvané Kitsch Concrète vydal v srpnu 2003. Je členem skupin Neigungsgruppe Sex, Gewalt & Gute Laune a Viele Bunte Autos. Od roku 2012 je ředitelem Schule für Dichtung [školy pro básnění] ve Vídni.